# Castello di Nibbiano
Das Castello di Nibbiano ist eine mittelalterliche Burg in Nibbiano, einem Ortsteil der Gemeinde Alta Val Tidone in der italienischen Emilia-Romagna.

## Geschichte
Die Burg befindet sich in einer strategisch bedeutenden Lage, da dort die Straßen beginnen, die das Val Tidone mit dem benachbarten Val Trebbia im Osten und dem Val Versa im Westen verbinden. Ihre Existenz wurde erstmals in einem Dokument von 1029 erwähnt, in dem der Diakom Gherardo den Corte de Nebiano cum castro et turre inibi abente cum capella constructa infra eadem turre in onore Sancta Maria (dt.: Hof von Nebiano mit Burg und einem von ihr entfernten Turm mit einer Kapelle darunter, [die] zu Ehren der Heiligen Maria [gebaut wurde].) dem Markgraf Ugo und seiner Gattin Gilda vermachte, und, da sie keine Kinder hatten, verfügte, dass er an das Kloster San Colombano in Bobbio fallen solle, bei dem er dann auch bis ins 14. Jahrhundert blieb. 1355 wurde das Anwesen Teil der Besitzungen des Markgrafen Malvicini Fontana.
1514, als die Burg dem Markgrafen Antonio Malvicini Fontana gehörte, setzte sich ein Kontingent aus etwa 70 Soldaten aus der Provinz Genua dort fest, die in den ganz westlichen Teil des Territoriums von Piacenza eingefallen waren und denen es momentan unmöglich gemacht wurde, den Fluss Trebbia zu überqueren, da dieser Hochwasser führte. Kaum hatte sich das Wetter gebessert, forderten die Truppen aus Genua von der Bevölkerung, dass diese ihnen eine Reihe von Tieren zum Transport der Beute ihrer Raubzüge zur Verfügung stellen sollte. Als sich die Bewohner weigerten, drohten die Truppen, das Zentrum von Nibbiano in Brand zu setzen. Dennoch gelang es der örtlichen Bevölkerung, die sich bewaffnete, die Besatzungstruppen in die Flucht zu schlagen, obwohl ein weiteres Kontingent von etwa 30 Soldaten aus Genua eingriff, die gefangen genommen und nach Piacenza transportiert wurden.
1765 wurde das Gebäude, das noch die ursprünglichen mittelalterlichen Merkmale besaß, Eigentum der Adelsfamilie Azara, die aus Spanien stammte.
In den ersten Jahren des 19. Jahrhunderts war in der Burg, die damals bereits eine Ruine war, die Wohnung des Prätors von Nibbiano untergebracht. Um 1832 wurde die Burg in einen Palast umgebaut und hieß später „Palazzo Malvicini Fontana“.

## Beschreibung
Nach den Umbauten über die Jahre, insbesondere zwischen dem 17. und dem 18. Jahrhundert, besteht die Burg aus einer Vielzahl verschiedener Abschnitte, die in verschiedenen Epochen erbaut und umgebaut wurden. Der am einfachsten zu identifizierende Teil ist der Hauptturm mit rechteckigem Grundriss, der unter seinem Walmdach noch Spuren der früheren Zinnen trägt.
Weitere Befestigungselemente sind an Gebäuden im historischen Zentrum mit Gebäuden, die in den Mauerring integriert und mit Schießscharten versehen sind, erkennbar, während der Haupteingang noch die Spuren der Bolzen der Zugbrücke trägt. Die Reste eines weiteren Turms im höchsten Teil der Siedlung zeigen noch Spuren von gemauerten Zinnen und Schießscharten.
Im Inneren des Gebäudes gibt es eine Treppe mit einem Fresko darüber, das aus dem 17. Jahrhundert stammt und die Wappen der Familien Dal Verme und Malvicini Fontana zeigt.